# Station Roodeschool
Station Roodeschool is het spoorwegstation bij de Groninger plaats Roodeschool. Het station aan de Hooilandseweg werd op 8 januari 2018 in gebruik genomen en werd op 15 januari 2018 geopend. Het vervangt het voormalige station Roodeschool.

## Huidige station
In 2017 is begonnen met de werkzaamheden om de spoorlijn te verlengen naar de Eemshaven. Het station Roodeschool is vervangen door een buiten de plaats gelegen spoorweghalte op de kruising van de Stamlijn Eemshaven met de Hooilandseweg. Deze is vanaf 28 maart 2018 niet meer het "noordelijkst gelegen station in Nederland", doordat het nieuwe station Eemshaven op ongeveer vijf kilometer ten noordoosten van Roodeschool ligt. Hoewel de werkzaamheden oorspronkelijk zouden beginnen in 2013 is daadwerkelijk begonnen in 2017. Met het verlenen van de nieuwe concessie aan Arriva rijden alle treinen van Arriva tot 21 uur door naar en van de Eemshaven, omdat de verlenging niet alleen bedoeld is voor de aansluiting op de veerboot naar het eiland Borkum, maar ook ten dienste staat van de werkenden in het Eemshavengebied.

## Afbeeldingen

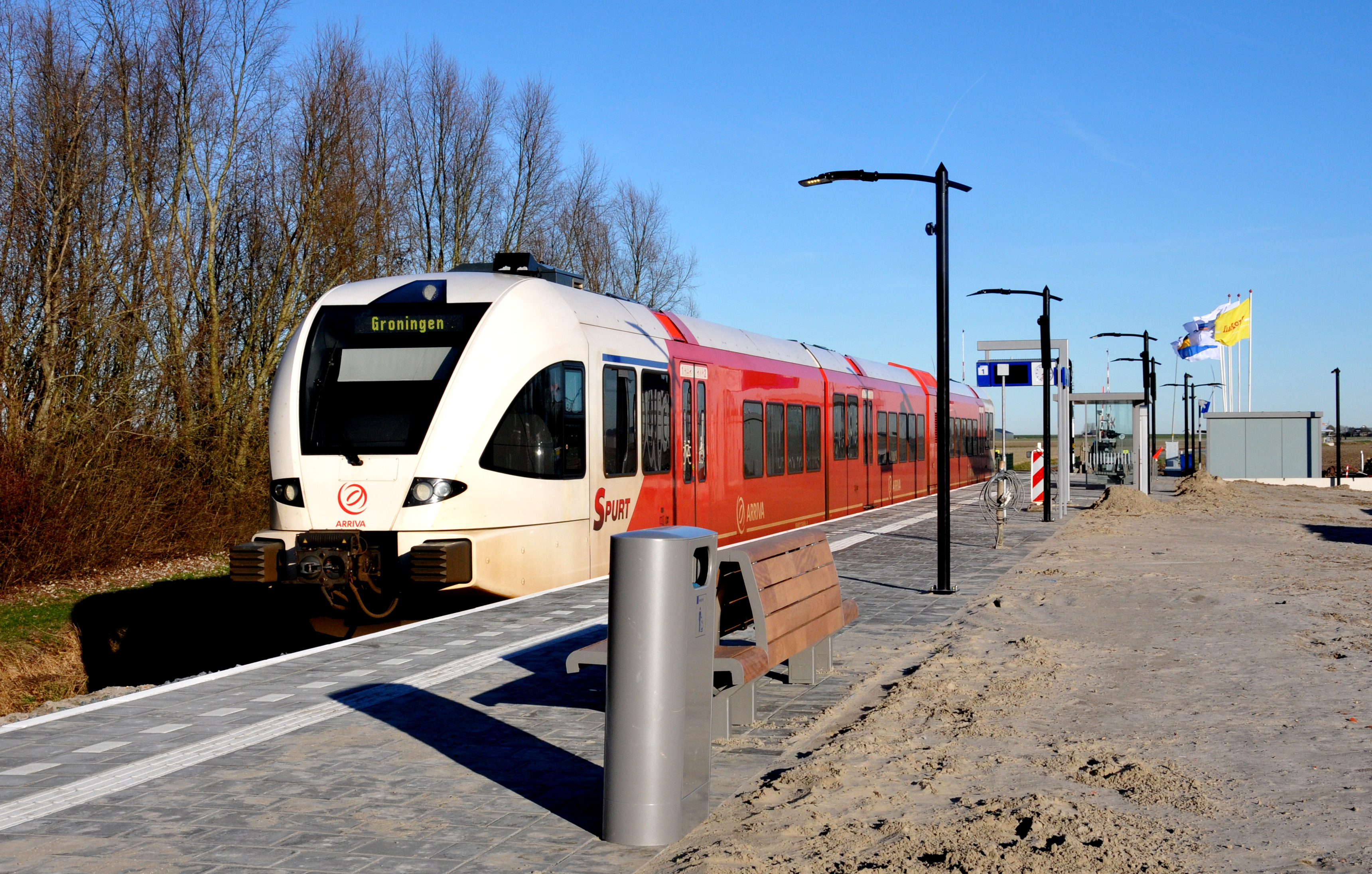
Rode Arriva GTW op het station op de eerste dag dat het bediend werd
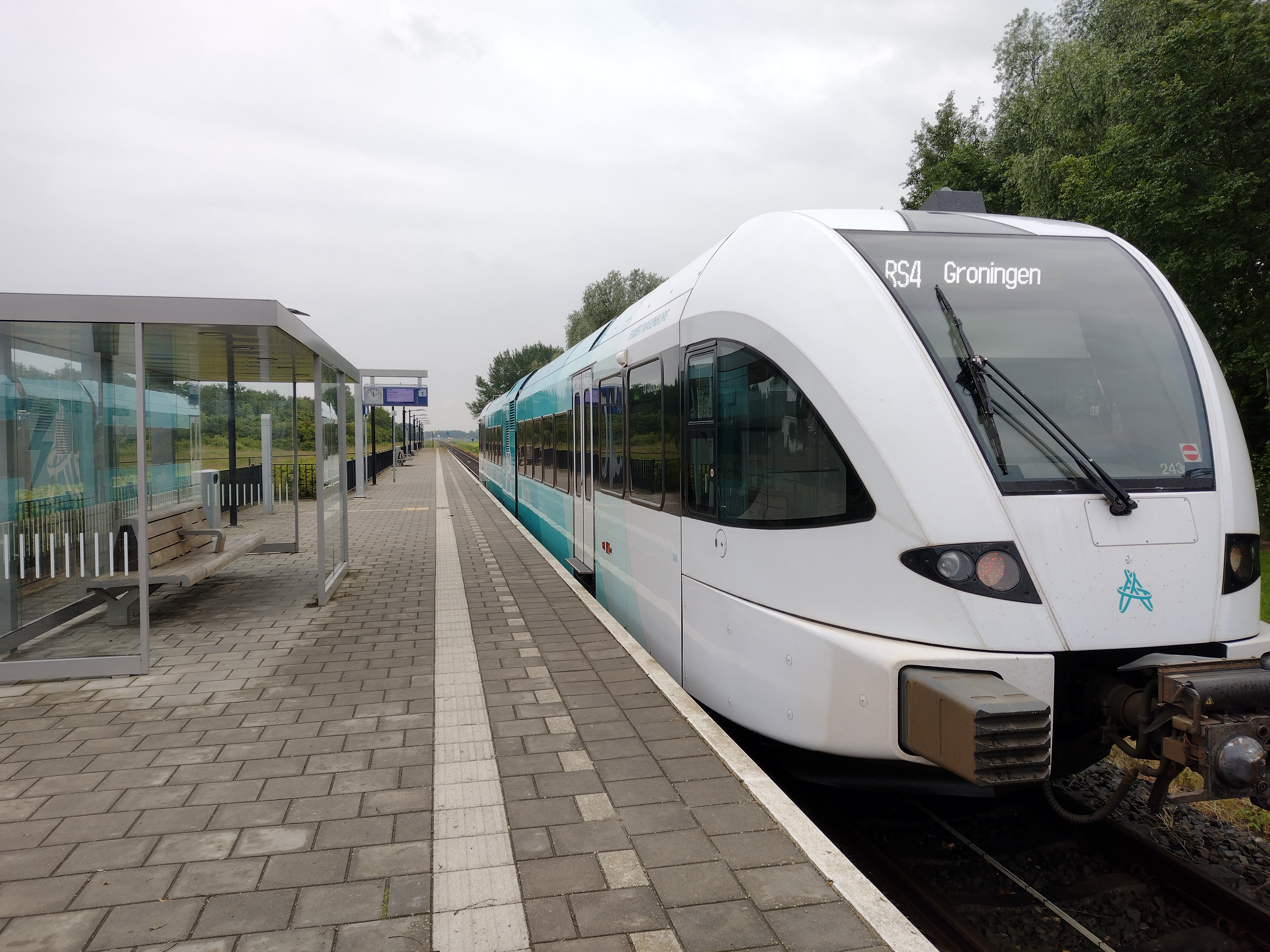
Blauwe Arriva GTW op het station
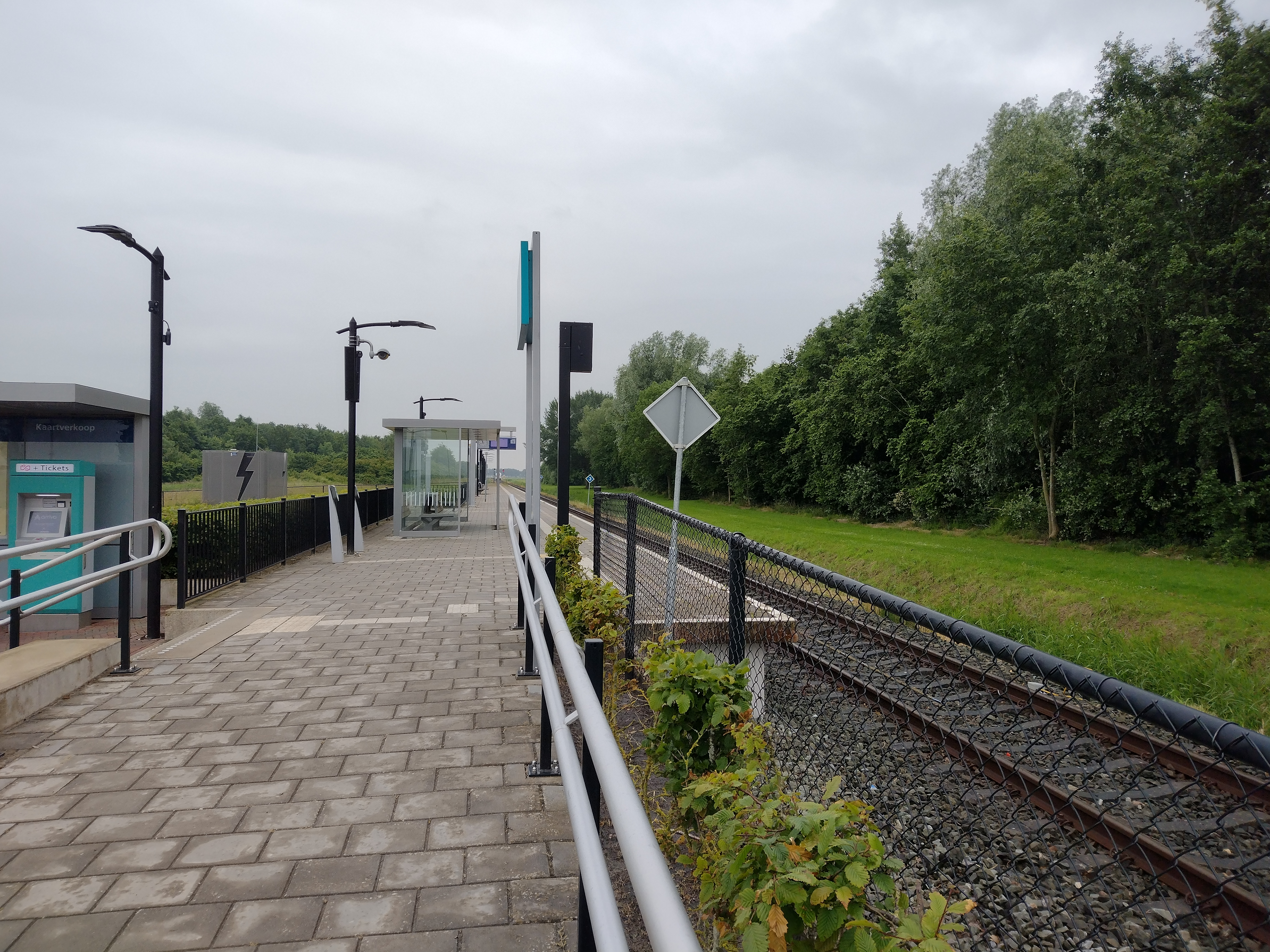
Het perron van het station

## Verbindingen
Treindienst vanaf 28 maart 2018:
| Serie      | Treinsoort         | Route                                                                           | Bijzonderheden |
| ---------- | ------------------ | ------------------------------------------------------------------------------- | --- |
| 37600 RS 4 | Stoptrein (Arriva) | Eemshaven – Roodeschool – Groningen – Zuidbroek – Winschoten – Bad Nieuweschans | Voor 6:30 uur en na 21:00 uur wordt niet gereden tussen Eemshaven en Roodeschool. Rijdt op zondag niet tussen Groningen en Bad Nieuweschans. Dit trajectdeel wordt dan gereden door treinserie 37500. |

0,0: Sauwerd ·
4,6: Winsum ·
8,1: Baflo ·
12,8: Warffum ·
Wadwerd ·
16,0: Usquert ·
Munnikenweg ·
20,7: Uithuizen ·
Dingeweg ·
23,8: Uithuizermeeden ·
Meedsterweg ·
26,9: Roodeschool ·
1,0: Roodeschool ·
Eemshaven
Appingedam · 
Bad Nieuweschans ·
Baflo · 
Bedum · 
Delfzijl · 
-West · 
Eemshaven ·
Grijpskerk · 
Groningen · 
-Europapark ·
-Noord ·
Haren · 
Hoogezand-Sappemeer · 
Kropswolde · 
Loppersum · 
Martenshoek · 
Roodeschool · 
Sauwerd · 
Scheemda · 
Stedum · 
Uithuizen · 
Uithuizermeeden · 
Usquert · 
Veendam · 
Warffum · 
Winschoten · 
Winsum · 
Zuidbroek · 
Zuidhorn
Voormalige stations: zie de lijst van voormalige spoorwegstations in Groningen